# Pentium 4
El Pentium 4 fue una línea de microprocesadores de séptima generación basado en la arquitectura x86 y fabricado por Intel. Es el primer microprocesador con un diseño completamente nuevo desde el Pentium Pro de 1995. El Pentium 4 original, denominado Willamette, trabajaba a 1,4 y 1,5 GHz; y fue lanzado el 20 de noviembre de 2000. El 8 de agosto de 2008 se realiza el último envío de Pentium 4, siendo sustituido por los Intel Core Duo
Para sorpresa de la industria informática, la nueva microarquitectura NetBurst del Pentium 4 no mejoró en rendimiento al viejo diseño de la microarquitectura Intel P6 del Pentium III, según las dos tradicionales formas para medir el rendimiento: velocidad en el proceso de enteros u operaciones de coma flotante. La estrategia de Intel fue sacrificar el rendimiento de cada ciclo para obtener a cambio mayor cantidad de ciclos por segundo y una mejora en las instrucciones SSE. En 2004, se agregó el conjunto de instrucciones x86-64 de 64 bits al tradicional set x86 de 32 bits. Al igual que los Pentium II y Pentium III, el Pentium 4 se comercializa en una versión para equipos de bajo presupuesto (Celeron), y una orientada a servidores de gama alta (Xeon).
Los nombres de código, a partir de la evolución de las distintas versiones, son: Willamette (180 nanómetros), Northwood (130 nm), Gallatin (Extreme Edition, también 130 nm), Prescott (90 nm) y Cedar Mill (65 nm).
En el banco de pruebas, el Willamette fue un tanto decepcionante para los analistas, ya que no solo no pudo superar al Athlon y a los Pentium III de mayor velocidad de reloj en todas las situaciones de prueba, sino que tampoco fue superior al AMD Duron del segmento de presupuesto. Aunque se introdujo a precios de $644 (1,4 GHz) y $819 (1,5 GHz) para 1000 cantidades a fabricantes de PC OEM (los precios de los modelos para el mercado de consumo variaban según el minorista), se vendió a un ritmo modesto pero respetable, limitado un poco por el requisito de una RAM dinámica Rambus (RDRAM) relativamente rápida pero costosa. El Pentium III siguió siendo la línea de procesadores más vendida de Intel, y el Athlon también se vendió ligeramente mejor que el Pentium 4. Si bien Intel incluyó dos módulos RDRAM con cada Pentium 4 en caja, no facilitó las ventas del Pentium 4 y muchos no lo consideraron una verdadera solución.

## Las distintas versiones

### Willamette
Willamette, la primera versión del Pentium 4, sufrió importantes demoras durante el diseño. De hecho, muchos expertos aseguran que los primeros modelos de 1,3; 1,4; 1,5 GHz fueron lanzados prematuramente para evitar que se extendiera demasiado el lapso de demora de los Pentium 4. Además, los modelos más nuevos del AMD Thunderbird tenían un rendimiento superior al Intel Pentium III, pero la línea de producción se encontraba al límite de su capacidad por el momento. Fueron fabricados utilizando un proceso de 180 nm y utilizaban el Socket 423 para conectarse a la placa base.
A la hora de los exámenes de rendimiento, los Willamette fueron una decepción ya que no podían superar claramente a los Thunderbird ni a los Pentium III de mayor velocidad. Incluso la diferencia con la línea de bajo costo AMD Duron no era significante. Vendió una cantidad moderada de unidades.
En enero de 2001, se añadió a la gama un modelo de 1,3 GHz aún más lento, pero durante los doce meses siguientes, Intel empezó a reducir gradualmente el liderazgo de AMD en rendimiento. En abril de 2001 se lanzó un Pentium 4 de 1,7 GHz, el primer modelo en ofrecer un rendimiento claramente superior al antiguo Pentium III. En julio aparecieron los modelos de 1,6 y 1,8 GHz y, en agosto de 2001, Intel lanzó los Pentium 4 de 1,9 y 2 GHz. Ese mismo mes, lanzaron el chipset 845, compatible con SDRAM PC133 mucho más económica en lugar de RDRAM. El hecho de que la SDRAM fuera mucho más barata provocó que las ventas del Pentium 4 crecieran considerablemente. El nuevo chipset permitió que el Pentium 4 sustituyera rápidamente al Pentium III, convirtiéndose en el procesador más vendido del mercado.
El Willamette de 2,0 GHz fue el primer Pentium 4 que puso en duda el liderazgo en rendimiento, que hasta ese momento estaba liderado indiscutiblemente por la línea Thunderbird de AMD. Si bien algunos resultados arrojaban una leve diferencia a favor de AMD, los analistas concluyeron que la diferencia no era significativa para decir que un procesador era claramente superior al otro. Y salieron las primeras Placas con socket 478 y núcleo Willamette. Esto fue un gran paso para Intel, que hasta la salida del AMD Athlon había sido el rey de la velocidad en los microprocesadores por 16 años en forma casi ininterrumpida.

### Northwood
En octubre de 2001, el Athlon XP reconquistó el liderazgo en la velocidad de los procesadores, pero en enero de 2002 Intel lanzó al mercado los nuevos Northwood de 2,0 y 2,2 GHz. Esta nueva versión combina un incremento de 256 a 512 KiB en la memoria caché con la transición a la tecnología de producción de 130 nanómetros. Al estar el microprocesador compuesto por transistores más pequeños, podía alcanzar mayores velocidades y a la vez consumir menos energía. El nuevo procesador funcionaba con el Socket 478, el cual se había visto en los últimos modelos de la serie Willamette.

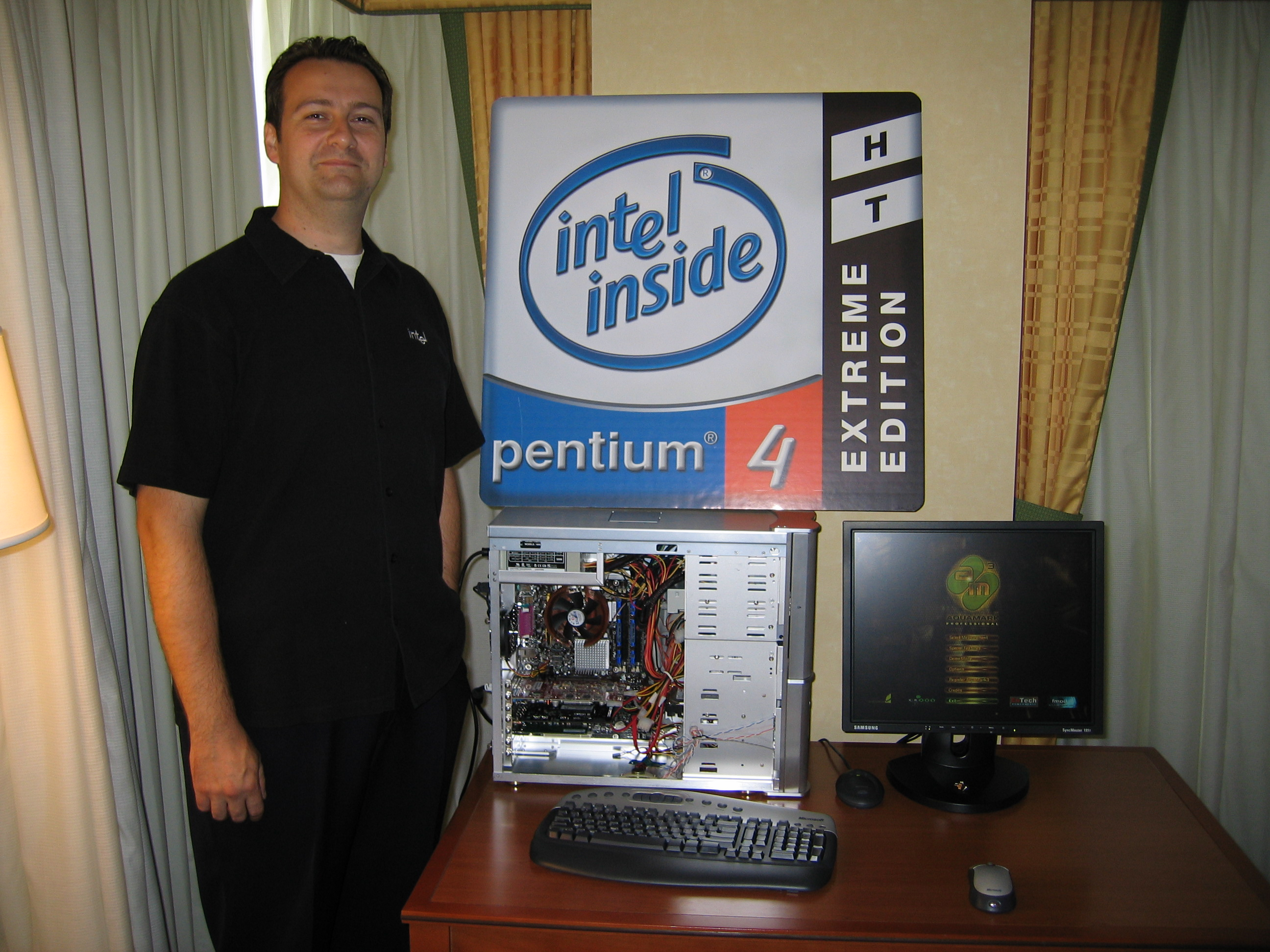
La primera computadora de demostración de Extreme Edition

Aunque Intel sostuvo que la Extreme Edition estaba dirigida a los jugadores, los críticos la consideraron un intento de robarle protagonismo al lanzamiento del Athlon 64, apodándolo "Emergency Edition". Con un precio de 1.000 dólares, también se la conocía como la "Edición cara" y "Extremadamente cara".
Con la serie Northwood, los Pentium 4 alcanzaron su madurez. La lucha por la cima del rendimiento se mantuvo reñida, a medida que AMD introducía versiones más veloces del Athlon XP. Sin embargo, la mayoría de los observadores concluyeron que el Northwood más veloz siempre estaba ligeramente por encima de los modelos de AMD. Esto se hizo notorio cuando el paso de AMD a la manufactura de 130 nm fue postergado.
Un Pentium 4 de 2,4 GHz fue introducido en abril de 2002, uno de 2,53 GHz en mayo (cuya principal optimización fue que incluyó un aumento del Front-side bus de 100 a 133 MHz QDR, es decir, de 400 a 533 MHz efectivos). En agosto vieron la luz los modelos de 2,6 y 2,8 GHz, y en noviembre la versión de 3,06 GHz (23x133 MHz QDR). Este último además soporta HyperThreading, una tecnología originalmente aparecida en los Intel Xeon que permite al sistema operativo trabajar con dos procesadores lógicos (lo que, en ciertas condiciones específicas, permite aproximarse al rendimiento proporcionado por dos CPU físicas propiamente dichas, o por las actuales de doble núcleo).
En abril de 2003, Intel colocó en el mercado nuevas variantes, entre los 2,4 y 3,0 GHz, cuya principal diferencia era que todos ellos incluían la tecnología HyperThreading y el Front-side bus era de 800 MHz(200 MHz QDR). Supuestamente esto era para competir con la línea Hammer de AMD, pero inicialmente solo salió a la luz la serie Opteron, la cual no estaba destinada entonces a competir directamente contra los Pentium 4 (debido a que los primeros estaban dedicados al mercado corporativo, mientras que el segundo al consumidor final). Por otro lado, los AMD Athlon XP, a pesar de su FSB aumentado de 333 a 400 MHz y las velocidades más altas no pudieron alcanzar a los nuevos Pentium 4 de 3,0 y 3,2 GHz. La versión final de los Northwood, de 3,4 GHz, fue introducida a principios de 2004.

#### Pentium 4 M
También basado en el núcleo de Northwood, el procesador Mobile Intel Pentium 4 – M (también conocido como Pentium 4 M) se lanzó el 23 de abril de 2002 e incluía las tecnologías SpeedStep y Deeper Sleep de Intel. Su TDP es de aproximadamente 35 vatios en la mayoría de las aplicaciones. Este menor consumo de energía se debió a un menor voltaje del núcleo y a otras características mencionadas anteriormente.
A diferencia del Pentium 4 de escritorio, el Pentium 4 M no contaba con un disipador de calor integrado (IHS) y opera a un voltaje más bajo. Este menor voltaje implica un menor consumo de energía y, por lo tanto, una menor generación de calor. Sin embargo, según las especificaciones de Intel, el Pentium 4 M tenía una temperatura máxima de unión térmica de 100 °C, aproximadamente 40 °C más alta que la del Pentium 4 de escritorio.

#### Mobile Pentium 4
El procesador Intel Pentium 4 para portátiles se lanzó para solucionar el problema de integrar un procesador Pentium 4 de escritorio en una computadora portátil, algo que algunos fabricantes ya hacían. El Pentium 4 para portátiles utilizaba un bus frontal de 533 MT/s, siguiendo la evolución del Pentium 4 de escritorio. Curiosamente, aumentar la velocidad del bus en 133 MT/s (33 MHz) provocó un aumento considerable de los TDP, ya que los procesadores Pentium 4 para portátiles emitían entre 59,8 y 70 W de calor, mientras que las variantes con Hyper-Threading emitían entre 66,1 y 88 W. Esto permitió al Pentium 4 para portátiles superar la brecha entre el Pentium 4 de escritorio (hasta 115 W TDP) y el Pentium 4 M (hasta 35 W TDP).
Las convenciones de nomenclatura de Intel dificultaban, en el momento del lanzamiento del procesador, la identificación del modelo. Estaba el chip móvil Pentium III, el Pentium 4 M, el Mobile Pentium 4 y luego el Pentium M, que a su vez estaba basado en el Pentium III y era significativamente más rápido y más eficiente energéticamente que los tres anteriores.

### Gallatin(Extreme Edition)
En septiembre de 2003, Intel anunció la edición extrema (Extreme Edition) del Pentium 4, apenas sobre una semana antes del lanzamiento del Athlon 64, y el Athlon 64 FX. El motivo del lanzamiento fue porque AMD alcanzó en velocidad de nuevo a Intel, por ello fueron apodados Emergency Edition.  El diseño era idéntico al Pentium 4 (hasta el punto de que funcionaría en las mismas placas base), pero se diferenciaba por tener 2 MiB adicionales de memoria caché L3. Compartió la misma tecnología Gallatin del Xeon MP, aunque con un Socket 478 (a diferencia del Socket 603 de los Xeon MP) y poseía un FSB de 800 MHz, dos veces más grande que el del Xeon MP. Una versión para Socket LGA775 también fue producida.
Mientras que Intel mantuvo que la Extreme Edition estaba apuntada a los jugadores de videojuegos, algunos tomaron esta nueva versión como un intento de desviar la atención del lanzamiento de los AMD Athlon 64. Otros criticaron a Intel por mezclar la línea Xeon (especialmente orientada a servidores) con sus procesadores para usuarios individuales, pero poco se criticó cuando AMD hizo lo mismo con el Athlon 64 FX.
El efecto de la memoria adicional tuvo resultados variados. En las aplicaciones de ofimática, la demora ocasionada por el mayor tamaño de la memoria caché hacía que los Extreme Edition fuesen menos veloces que los Northwood. Sin embargo, el área donde se destacó fue en la codificación multimedia, que superaba con creces la velocidad de los anteriores Pentium 4 y toda la línea de AMD.
Tuvieron las siguientes presentaciones:
| Zócalo    | Velocidad de núcleo | Bus frontal |
| --------- | ------------------- | ----------- |
| 478 pines | 3,20 GHz            | 800 MHz     |
| 478 pines | 3,40 GHz            | 800 MHz     |
| LGA 775   | 3,40 GHz            | 800 MHz     |
| LGA 775   | 3,46 GHz            | 1 066 MHz   |

### Prescott
A principios de febrero de 2004, Intel introdujo una nueva versión de Pentium 4 denominada 'Prescott'. Primero se utilizó en su manufactura un proceso de fabricación de 90 nm y luego se cambió a 65nm; además se hicieron significativos cambios en la microarquitectura del microprocesador, por lo cual muchos pensaron que Intel lo promocionaría como Pentium 5. A pesar de que un Prescott funcionando a la misma velocidad que un Northwood rinde menos, la renovada arquitectura del Prescott permite alcanzar mayores velocidades y el overclock es más viable. El modelo de 3,8 GHz (solo para LGA775) es el más veloz de los que hasta ahora han entrado en el mercado.
Su diferencia con los anteriores es que éstos poseen 1 MiB o 2 MiB de caché L2 y 16 KiB de caché L1 (el doble que los Northwood), Prevención de Ejecución, SpeedStep, C1E State, un HyperThreading mejorado, instrucciones SSE3 y manejo de 64 bits. También recibió unas mejoras en el sistema de predicción de datos, y tiene un pipeline de 31 etapas que, por cierto, fue unos de los mayores errores de dicho núcleo.
Además, los primeros Prescott producían un 60% más de calor que un Northwood a la misma velocidad, y por ese motivo muchos lo criticaron con dureza y también fue apodado PresHot. Se experimentó con un cambio en el tipo de zócalo (de Socket 478 a LGA 775) lo cual incrementó en un 10% el consumo de energía del microprocesador, pero al ser más efectivo el sistema de refrigeración de este zócalo, la temperatura final bajó algunos grados. En posteriores revisiones del procesador los ingenieros de Intel esperaban reducir las temperaturas, pero esto nunca ocurrió fuera salvo a bajas velocidades.(Y)
El procesador genera unos 130 W de calor, o TDP.
Finalmente, los problemas térmicos fueron tan severos que Intel decidió abandonar la arquitectura Prescott por completo, y los intentos de hacer correr por encima de los 4 GHz fueron abandonados por considerarse un gasto inútil de recursos internos. También lo concerniente a las críticas mostradas en casos extremos de llevar el procesador Prescott a los 5,2 GHz para emparejarlo al Athlon FX-55 que funcionaba a 2,6GHz.
Considerando una fanfarronada de Intel el lanzamiento de la arquitectura Pentium 4 diseñada para operar a 10 GHz, esto puede ser visto como uno de los más significativos, ciertamente el más público, déficit de ingeniería en la historia de Intel.
Los Prescott con Socket LGA775 usan el nuevo sistema de puntuaje y están clasificados en la serie 5XX. El más rápido es el 570J, lanzado a comienzos de 2005 y que funciona a 3,8 GHz. Los planes para microprocesadores de 4 o más GHz fueron cancelados y se les dio prioridad a los proyectos para fabricar procesadores dobles; en gran 
medida debido a los problemas de consumo de energía y producción de calor de los modelos Prescott. El procesador 570J también fue el primero en introducir la tecnología EDB, que es idéntica a la más temprana NX de AMD. El objetivo es prevenir la ejecución de algunos tipos de código maligno.
El Prescott Pentium 4 contiene 125 millones de transistores y tiene un área de matriz de 112 mm2. Fue fabricado en un proceso de 90 nm con siete niveles de interconexión de cobre. El proceso tiene características tales como transistores de silicio deformados y un dieléctrico de óxido de silicio dopado con carbono de bajo κ (CDO), también conocido como vidrio de organosilicato (OSG). El Prescott se fabricó por primera vez en la fábrica de desarrollo D1C y luego se trasladó a la fábrica de producción F11X.
La microarquitectura Prescott fue diseñada para ser compatible con Intel 64, la implementación de Intel de las extensiones x86-64 de 64 bits desarrolladas por AMD para la arquitectura x86. Sin embargo, los modelos iniciales se entregaron con la capacidad de 64 bits desactivada. Intel declaró que no tenía intención de lanzar CPU de 64 bits en el mercado minorista, sino que lanzaría la serie F con capacidad de 64 bits exclusivamente a fabricantes de equipos originales (OEM). Sin embargo, más tarde se pusieron a disposición del público general como la serie 5x1. También se lanzaron varios Prescott de gama baja compatibles con Intel 64, con una velocidad FSB de 533 MHz.
La versión E0 de la serie Prescott introdujo la función de broca XD. Esta tecnología, introducida por AMD en la arquitectura x86 como NX (No eXecute), puede ayudar a evitar que ciertos tipos de código malicioso aprovechen un desbordamiento de búfer para ejecutarse. Los modelos compatibles con XD bit incluyen las series 5x0J y 5x1, así como las series 5x5J y 5x6 de gama baja.

#### Prescott 2M (Extreme Edition)
En el primer trimestre de 2005, Intel lanzó un nuevo núcleo Prescott con numeración 6x0, cuyo nombre en código era Prescott 2M. También se le conoce por el nombre de su derivado Xeon, Irwindale. Cuenta con Hyper-Threading, Intel 64, el bit XD, EIST (Tecnología Intel SpeedStep mejorada), Thermal Monitor 2 (para procesadores de 3,6 GHz y superiores) y 2 MB de caché L2. Sin embargo, AnandTech descubrió que esto resultó en una latencia de caché un 17 % mayor en comparación con Prescott, lo que combinado con la falta de programas orientados al consumidor que requieren más caché, anuló en gran medida la ventaja que introdujo la caché adicional. En lugar de ser un aumento de velocidad específico, el caché de tamaño doble tenía como objetivo brindar el mismo espacio y, por lo tanto, el mismo rendimiento para operaciones en modo de 64 bits, debido al tamaño de palabra duplicado en comparación con el modo de 32 bits.
El 14 de noviembre de 2005, Intel lanzó los procesadores Prescott 2M con tecnología de virtualización (VT, nombre en código Vanderpool) habilitada. Intel solo lanzó dos modelos de esta categoría Prescott 2M: el 662 y el 672, que funcionaban a 3,6 GHz y 3,8 GHz, respectivamente.

### Cedar Mill
"Está basado en el núcleo Prescott y únicamente se encuentra disponible en LGA775 para Pentium 4 de 64 bits. Aunque la serie 5 para LGA775 era una conversión del socket 478, los nuevos núcleos Cedar Mill, estaban basados en el Prescott y poseía las mismas instrucciones que éste y una nueva para procesar a 64 bits, excepto porque se calentaban bastante menos y su proceso de fabricación era de 65 nm".
La última revisión del Pentium 4 fue Cedar Mill, lanzada el 5 de enero de 2006. Esta consistió en una reducción del núcleo de la serie 600 basado en Prescott a 65 nm, sin añadir características adicionales, pero con un consumo de energía significativamente reducido. Cedar Mill está estrechamente vinculado a la revisión Pentium D Presler, ya que cada CPU Presler consta de dos núcleos Cedar Mill en el mismo encapsulado. Cedar Mill tenía una menor salida de calor que Prescott, con un TDP de 86 W. La introducción de D0 a finales de 2006 lo redujo a 65 vatios. Tiene un núcleo de 65 nm y presenta la misma tubería de 31 etapas que Prescott, FSB de 800 MT/s, Intel 64, Hyper-Threading, pero no tecnología de virtualización. Al igual que Prescott 2M, Cedar Mill también tiene una caché L2 de 2 MB..
Intel anunció inicialmente cuatro procesadores Cedar Mill habilitados para VT-x con números de modelo del 633 al 663, pero estos fueron posteriormente cancelados y reemplazados por los modelos 631 a 661 sin VT-x, el 1 extra agregado al número de modelo los distingue de los núcleos Prescott de 90 nm que operan en las mismas frecuencias. Los procesadores Cedar Mill tenían una frecuencia que variaba de 3,0 a 3,6 GHz, por debajo del máximo de 3,8 GHz de los 670 y 672 basados en Prescott. Los overclockers lograron superar los 8 GHz con estos procesadores usando refrigeración por nitrógeno líquido.
El nombre "Cedar Mill" se refiere a Cedar Mill, Oregon, una comunidad no incorporada cerca de las instalaciones de Intel en Hillsboro, Oregon.

## Texas y Jayhawk
Texas era el nombre que Intel le había dado al microprocesador que sería el sucesor de los Pentium 4 Prescott y Jayhawk haría lo mismo en la línea de los procesadores Xeon para servidores y al igual que otros Xeon anteriores también estaría preparado para funcionar en placas base con doble zócalo (es decir, dos procesadores físicos individuales en la placa base). Sin embargo, en mayo de 2004 ambos proyectos fueron cancelados. De este modo, Intel remarcó el giro hacia los procesadores de doble núcleo en un mismo encapsulado.
A principios de 2003 Intel había mostrado un diseño preliminar del Texas y un proyecto para ponerlo en el mercado en algún momento de 2004, pero finalmente lo pospuso para 2005. Sin embargo, el 7 de mayo de 2004 Intel canceló el desarrollo de los procesadores. Tanto el retraso inicial como la cancelación se atribuyen a los problemas de calor debido al gigantesco consumo energético de los microprocesadores, lo cual ya había sucedido con los Prescott que además tenían solo un rendimiento ligeramente mayor que los Northwood (y con una menor generación de calor debido a su tecnología de proceso de 90 nanómetros, frente a la de 130 nm de su antecesor). Este cambio también obedeció a los deseos de Intel de enfocar sus esfuerzos en los microprocesadores dobles, para la gama Itanium de servidores, los Pentium de escritorio y los portátiles Centrino.
Intel Tejas iba a ser lanzado en el nodo de 90 nm en versión single core. La microarquitectura de Tejas estaba marcada por un pipeline de ejecución que rondaba las 50 etapas. Tejas seguía en la línea de incremento desmedido de disipación térmica de Prescott y junto a su poco satisfactorio nivel prestacional, su gran superficie de núcleo y consiguientemente elevado coste de fabricación fueron las razones que llevaron a Intel a su cancelación ya en las fases finales del proyecto.

## Doble procesador
A partir de la tecnología NetBurst implementada en los Pentium 4, Intel creó variantes con doble procesador basadas en él. 

### Xeon
La primera es denominada Paxville (Socket 604), fabricados en 90nm e introducidos en octubre de 2005. Son procesadores Xeon Dual-Core orientados para servidores y conformados por un procesador con dos núcleos Irwindale colocados en el mismo encapsulado. La evolución de Paxville fueron los núcleos Dempsey (LGA 771) también Xeon Dual-Core fabricados en 65nm alcanzando mayores frecuencias que los anteriores (2.67 hasta 3.73 GHz).

### Pentium D
Los Pentium D consisten en 2 procesadores Pentium 4 metidos en un solo encapsulado (2 núcleos Prescott para el core Smithfield [8xx] y 2 núcleos Cedar Mill para el core Presler [9xx]). Los núcleos de Pentium D al contrario de los Core 2 Duo, no comparten la memoria caché y no se comunican directamente, sino que lo hacen a través del bus del sistema. Nota: Los Celeron D, son procesadores de un solo núcleo, de bajo coste y consumo, basados en los núcleos de Pentium 4 con frecuencias y caché reducidas, estando orientados para la ofimática, por lo que no se debe confundir por el nombre.

## Legado
En marzo de 2003, el Pentium 4 M (la versión móvil del Pentium 4) se descontinuó tras sufrir problemas de calor y consumo de energía, y fue reemplazado por el Pentium M basado en el procesador P6. El Pentium M formó parte de la marca de marketing de la plataforma Centrino durante la década del 2000.
En mayo de 2005, Intel lanzó procesadores de doble núcleo bajo las marcas Pentium D y Pentium Extreme Edition. Estos se comercializaron bajo los nombres en código Smithfield y Presler para los componentes de 90 nm y 65 nm, respectivamente.
El sucesor original del Pentium 4 fue Tejas (nombre en código), cuyo lanzamiento estaba previsto para principios y mediados de 2005. Sin embargo, se canceló unos meses después del lanzamiento de Prescott debido a unos TDP extremadamente altos (un Tejas de 2,8 GHz emitía 150 W de calor, en comparación con los aproximadamente 80 W de un Northwood de la misma velocidad y los 100 W de un Prescott con una velocidad de reloj similar) y el desarrollo de la microarquitectura NetBurst en su conjunto cesó, con la excepción del Pentium D de doble núcleo, el Pentium Extreme Edition y el Pentium 4 HT basado en Cedar Mill. El verdadero sucesor de la marca Pentium 4 es la marca Pentium Dual-Core, lanzada en 2006. Los primeros chips que la implementaron (en 65 nm) se lanzaron en enero de 2007 con los procesadores móviles Yonah y se basan en la arquitectura Enhanced Pentium M, el 3 de junio de 2007 con los procesadores de escritorio Allendale (y más tarde Conroe) y a finales de 2007 con los procesadores móviles Merom, siendo la microarquitectura subyacente la microarquitectura Core.